# Paris-Fontenailles
Paris-Fontenailles est une ancienne course cycliste amateurs française, organisée de 1952 à 1958 entre la capitale française et Fontenailles dans le département de Seine-et-Marne, à l'est de Melun. 

## Palmarès
| Année | Vainqueur          | Deuxième           | Troisième        |
| ----- | ------------------ | ------------------ | ---------------- |
| 1952  | Pierre Michel      | Marcel Thomas      | Henri Sitek      |
| 1953  | Roland Chapuis     | Orphée Meneghini   | Gilbert Saulière |
| 1954  | Blaise Bertolotti  | Roland Chapuis     | André Le Dissez  |
| 1955  | Serge David        | Antoine Frankowski | Gilbert Henry    |
| 1956  | Maurice Moucheraud | Sjoerd de Vries    | Michel Vermeulin |
| 1957  | Claude Quidu       | Gérard Thiélin     | Pierre Le Don    |
| 1958  | Henri Duez         | Bernard Lasota     | Jan de Vries     |